# ハリーズ・ハウス
『ハリーズ・ハウス』 (英: Harry's House) は、2022年5月20日にリリースされたハリー・スタイルズの3枚目のスタジオ・アルバムである。

## 概要
イギリスでは初週で113,000枚を売り上げ1位を獲得、2022年に国内で最も速く売れ最も売れたアルバムになった。また、米国でも初登場1位を記録し、初週で521,500枚を売り上げた。オーストラリア、ベルギー、カナダ、フランス、ドイツ、アイルランド、イタリア、オランダ、ニュージーランド、スペイン、スウェーデン、スイスなど、さまざまな国でチャートインを果たした。
シングル「アズ・イット・ワズ」は英国と米国で首位を獲得、両方の国での2番目のソロナンバーワン曲になった。「アズ・イット・ワズ」に加えて、「レイト・ナイト・トーキング」、「ミュージック・フォー・ア・スシ・レストラン」、「マチルダ」の3曲が同時にUS Billboard Hot100のトップ10にランクインするという英国出身のアーティストとして初の記録を達成した。
アルバムは、2022年のマーキュリー賞と2023年のブリットアワードのアルバムオブザイヤーにノミネートされ、第65回グラミー賞で最優秀アルバム賞と最優秀ポップ・ヴォーカル・アルバム賞を受賞した。

## 収録曲
- 1.ミュージック・フォー・ア・スシ・レストラン

- 2.レイト・ナイト・トーキング

- 3.グレープジュース

- 4.アズ・イット・ワズ

- 5.デイライト

- 6.リトル・フリーク

- 7.マチルダ

- 8.シネマ

- 9.デイドリーミング

- 10.キープ・ドライヴィング

- 11.サテライト

- 12.ボーイフレンズ

- 13.ラヴ・オブ・マイ・ライフ

## 賞とノミネート
| 年   | 賞                                 | 部門                                 | 結果       | 出典   |
| ---- | ---------------------------------- | ------------------------------------ | ---------- | ------ |
| 2022 | MTV Video Music Awards             | Album of the Year                    | 受賞       | [ 3 ]  |
| 2022 | Los 40 Music Awards                | Best International Album             | 受賞       | [ 4 ]  |
| 2022 | ARIAミュージック・アワード         | Best International Album             | 受賞       | [ 5 ]  |
| 2022 | アメリカン・ミュージック・アワード | Favorite Pop Album                   | ノミネート | [ 6 ]  |
| 2022 | マーキュリー賞                     | アルバムオブザイヤー                 | ノミネート | [ 7 ]  |
| 2022 | Danish Music Awards                | International Album of the Year      | 保留       | [ 8 ]  |
| 2022 | ピープルズ・チョイス・アワード     | The Album of 2022                    | ノミネート | [ 9 ]  |
| 2023 | グラミー賞                         | 最優秀アルバム賞                     | 受賞       | [ 10 ] |
| 2023 | グラミー賞                         | 最優秀ポップ・ヴォーカル・アルバム賞 | 受賞       | [ 10 ] |
| 2023 | グラミー賞                         | 最優秀アルバム技術賞(クラシック以外) | 受賞       | [ 11 ] |
| 2023 | ブリット・アワード                 | British Album of the Year            | 受賞       | [ 12 ] |
| 2023 | ジュノー賞                         | International Album of the Year      | 受賞       | [ 13 ] |

## その他
タイトルは細野晴臣のアルバム『HOSONO HOUSE』にちなむ。当初は名前のみのオマージュだったが、まるで自宅で録音するかのようなレコーディングや、親密さに重きを置いた楽曲制作によって、やがて作品自体を表現する、意味のある言葉へと変わっていったという。